# Augrabies Falls

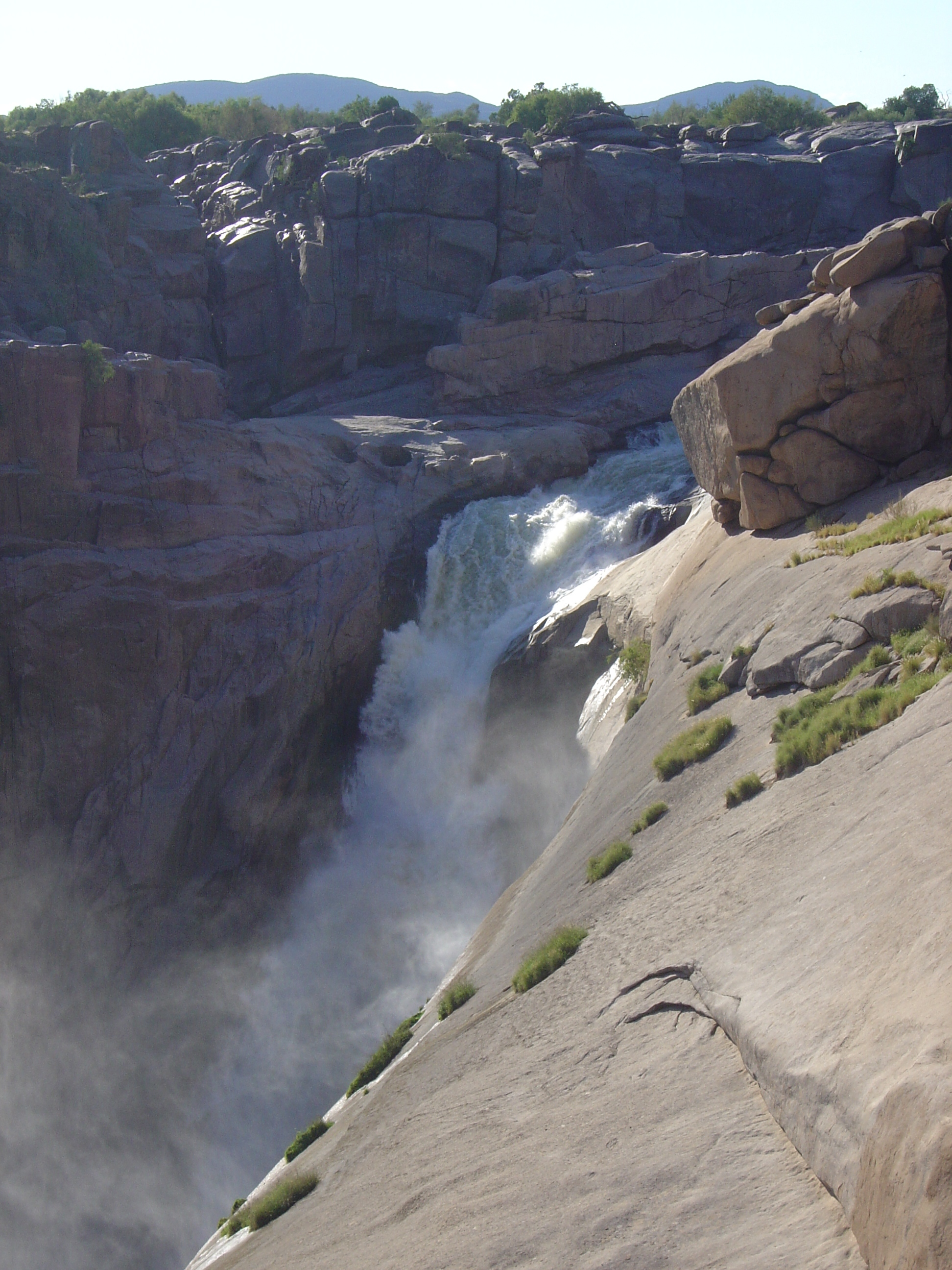
Augrabies Falls vid högt vattenstånd

Augrabies Falls eller Aughrabies Falls är forsar i Oranjefloden, i Norra Kapprovinsen i Sydafrika. De bildar under perioder med mycket vatten ett vattenfall på flera kilometers bredd med 19 åtskilda forsar. En nationalpark, Augrabies Falls nationalpark, etablerades i området 1966.
Vattenfallets namn betyder i språket av den inhemska befolkningen "plats med mycket oljud".